# Хлебников, Павел Николаевич
Павел Николаевич Хлебников (14.03.1912 — 11.05.1987) — командир отделения роты противотанковых ружей (196-я стрелковая дивизия, 1-я ударная армия, 3-й Прибалтийский фронт) старший сержант, участник Великой Отечественной войны, кавалер ордена Славы трёх степеней.

## Биография
Родился 14 марта 1912 года в деревне Кокшамары ныне в Звениговском районе Марий Эл в семье крестьянина. Мариец. Образование 4 класса.
В августе 1941 года был призван в Красную армию Звениговским райвоенкоматом. На фронте в Великую Отечественную войну с сентября 1942 года. Боевой путь начал на Западном фронте. Был несколько раз ранен. После очередного ранения и лечения в госпитале оказался на Ленинградском фронте. К началу 1944 года воевал в составе 190-го гвардейского стрелкового полка 63-й гвардейской дивизии, был заместителем командира отделения пулемётной роты.
22 января 1944 года в бою в районе Пулково (Ленинградская область) сержант Хлебников возглавил отделение после выбытия из строя командира, поднял бойцов в атаку, гранатой уничтожил вражеский пулемёт, препятствовавший продвижению подразделения.
Приказом по частям 63-й гвардейской стрелковой дивизии № 11/н от 25 января 1944 года сержант Хлебников Павел Николаевич награждён орденом Славы 3-й степени. Этот орден остался не вручённым. 21 января Хлебников был ранен, после госпиталя в свою часть не вернулся.
Продолжал сражаться в рядах 893-го стрелкового полка 196-й стрелковой дивизии, был бронебойщиком, командиром отделения Противотанковых ружей. В составе дивизии участвовал в боях на Ораниенбаумском плацдарме, освобождении города Гатчина, в марте-апреле 1944 года — в боях на Псковском направлении.
7 марта 1944 года в бою за высоту 40,3 севернее города Псков сержант Хлебников уничтожил 12 гитлеровцев и подавил 5 огневых точек, что позволило подразделению овладеть высотой и удерживать её до подхода основных сил полка.
Приказом по частям 196-й стрелковой дивизии № 11/н от 25 марта 1944 года сержант Хлебников Павел Николаевич награждён орденом Славы 3-й степени (повторно, в наградном листе отметки о предыдущем награждении орденом Славы).
В конце июля 1944 года дивизия был перебазирована в Прибалтику и включена в состав 12-го гвардейского стрелкового корпуса 1-й ударной армии, участвовала в Псковско-Островской операции.
31 июля 1944 года в бою за населённый пункт Аковенас (Эстония) старший сержант Хлебников лично подбил из ПТР танк. Позднее с группой бойцов проник на нейтральную полосу, бронебойщики подавили 8 огневых точек, поразил до 20 вражеских солдат.
Приказом по войскам 1-й Ударной армии № 321/н от 25 сентября 1944 года старший сержант Хлебников Павел Николаевич награждён орденом Славы 2-й степени.
В октябре 1944 года был снова ранен. Вернувшись на фронт, продолжил боевой путь командир миномётного расчёта 103-го стрелкового полка 85-й стрелковой дивизии, которая в составе 67-й армии вела бои в Латвии.
7 февраля 1945 года, обнаружив приближающуюся под прикрытием леса группу противника, быстро открыл огонь из миномёта. Точным огнём рассеял группу и уничтожил 5 вражеских солдат. В дальнейшем огнём из миномёта подавил 4 огневые точки, что позволило пехотинцам продвинуться вперёд и выбить противника с занимаемых позиций. За этот бой получил последний боевой орден Красной Звезды.
В 1945 году уволен в запас. Вернулся на родину в село Кокшамары Звениговского района Республики Марий Эл. Только в 1947 году ветерану был вручён орден Славы 2-й степени. Работал в колхозе, рамщиком на пилораме.
Скончался 11 мая 1987 года. Похоронен на кладбище деревни Кокшамары.
Уже после его смерти, благодаря настойчивости и упорству дочери Ларисы, фронтовика-журналиста М. П. Сергеева, была исправлена ошибка с фронтовыми награждениями.
Приказом Министра обороны Российской Федерации от 7 мая 1993 года № 101 Хлебников Павел Николаевич перенаграждён орденом Славы 1-й степени (посмертно). Стал полным кавалером ордена Славы.
В 2007 году в селе Кокшамары, на доме где жил ветеран, установлена мемориальная доска.

## Награды
- Орден Отечественной войны I степени (06.03.1985)[3]
- Орден Красной Звезды (10.05.1945)[4]
- Орден Славы I степени (25.3.44 орден Славы 3 степени, приказом Министра обороны РФ 7.5.93 перенаграждён орденом Славы 1 степени (посмертно))[5]
- Орден Славы II степени(25.09.1944)[6]
- Орден Славы III степени (25.01.1944)[7]
- Медаль «За оборону Ленинграда» (1944)[8]
- Медаль «В ознаменование 100-летия со дня рождения Владимира Ильича Ленина» (6 апреля 1970)
- Медаль «За победу над Германией в Великой Отечественной войне 1941—1945 гг.» (9 мая 1945[9])
- Юбилейная медаль «Двадцать лет Победы в Великой Отечественной войне 1941—1945 гг.» (7 мая 1965[10])
- Юбилейная медаль «Тридцать лет Победы в Великой Отечественной войне 1941—1945 гг.»[11]
- Медаль «Сорок лет Победы в Великой Отечественной войне 1941—1945 гг.»[12]
- Медаль «Ветеран труда» (1972)
- Юбилейная медаль «50 лет Вооружённых Сил СССР» (26 декабря 1967[13])
- Юбилейная медаль «60 лет Вооружённых Сил СССР» (28 января 1978[14])
- Знак «25 лет победы в Великой Отечественной войне» (1970)